# Matías Plaza
Matías Andrés Plaza Barrios (Casablanca, Región de Valparaíso, Chile, 22 de febrero de 2001) es un futbolista chileno. Juega de mediocampista y su equipo actual es el Ñublense de la Primera División de Chile. Cabe mencionar que es hermano gemelo del también jugador Diego Plaza y hermano menor del exfutbolista Marco Plaza.

## Trayectoria
Comenzó jugando de manera amateur en el Club Deportivo Defensor Casablanca para luego pasar a las divisiones inferiores del Santiago Wanderers donde lograría ser capitán y campeón en diferentes categorías además sería invitado a entrenar durante una semana en Lanús en Argentina junto con ser apadrinado por el exjugador porteño David Pizarro.
Llegaría a ser parte de la pretemporada del primer equipo en 2017 de la mano de Eduardo Espinel y luego repetiría en la Temporada 2019 participando además de partidos amistosos pasando a formar de manera oficial del plantel de honor al firmar contrato como profesional.

## Selección nacional
Fue parte de la Selección de fútbol sub-17 de Chile que se preparaba para la Copa Mundial de Fútbol Sub-17 de 2017 pero no llegaría a ser parte de la nómina oficial que disputaría el torneo.

## Estadísticas

### Clubes
| Club                       | Div.          | Temporada     | Liga  | Liga  | Copas nacionales | Copas nacionales | Torneos internacionales | Torneos internacionales | Total | Total |
| Club                       | Div.          | Temporada     | Part. | Goles | Part.            | Goles            | Part.                   | Goles                   | Part. | Goles |
| -------------------------- | ------------- | ------------- | ----- | ----- | ---------------- | ---------------- | ----------------------- | ----------------------- | ----- | ----- |
| Deportes Iquique · Chile   | 2ª            | 2021          | 11    | 0     | 3                | 0                | —                       | —                       | 14    | 0     |
| Deportes Iquique · Chile   | Total club    | Total club    | 11    | 0     | 3                | 0                | 0                       | 0                       | 14    | 0     |
| Santiago Wanderers · Chile | 2ª            | 2022          | 0     | 0     | 0                | 0                | —                       | —                       | 0     | 0     |
| Santiago Wanderers · Chile | 2ª            | 2023          | 0     | 0     | 0                | 0                | —                       | —                       | 0     | 0     |
| Santiago Wanderers · Chile | Total club    | Total club    | 0     | 0     | 0                | 0                | 0                       | 0                       | 0     | 0     |
| Ñublense · Chile           | 1ª            | 2024          | 0     | 0     | 0                | 0                | —                       | —                       | 0     | 0     |
| Ñublense · Chile           | Total club    | Total club    | 0     | 0     | 0                | 0                | 0                       | 0                       | 0     | 0     |
| Total carrera              | Total carrera | Total carrera | 11    | 0     | 3                | 0                | 0                       | 0                       | 14    | 0     |
| 1.                         |               |               |       |       |                  |                  |                         |                         |       |       |